# Парус (небоскрёб, Минск)
Комплекс, жилой небоскрёб «Парус» (бел. Ветразь) — первый белорусский жилой 34-этажный небоскрёб. Второе в списке самых высоких зданий Беларуси.

## Расположение
На пересечении улиц Тимирязева, М.Танка и Кальварийской. Рядом расположены станции метро «Фрунзенская», «Молодёжная», Юбилейная площадь; в трёх кварталах — проспект Победителей.

## Описание
Форма дома напоминает парус, наполненный ветром. Высота вместе со шпилем — 133 метра.
Высота 34 этажей — 110 метров, отметка кровли 114 метров. Общая (с металлоконструкциями над зданием — шпилем) высота здания составляет 133 метра. Вентилируемый фасад облицован плиткой из керамогранита и архитектурным стеклом (звукоизоляция повышается в два раза, снижение теплопотерь, летом — как солнцезащитный экран).
В жилом доме предлагаются 1,2,3,4-комнатные квартиры площадью от 61 м² до 179 м² с высотой потолков 3,0 м. Общее количество квартир составляет 204, на каждую квартиру предусмотрено машино-место в мультипаркинге — первой в стране системе полуавтоматических парковочных модулей. На верхних этажах располагаются двухуровневые пентхаусы с выходом на открытую террасу. Помимо жилых площадей, проект «Паруса» включает объекты коммерческой недвижимости — административно-офисные и общественно-бытовые помещения общей площадью 6 328 м².

## История

Строительство небоскрёба «Парус» в 2011 году

Нормативная база по технологии возведения небоскрёбов в Республике Беларусь практически отсутствовала. Было разработано два нормативных документа («Высотные здания. Строительные нормы проектирования» и по нормам возведения).
В Минске высотное строительство (монолитный железобетон) представлено также бизнес-центром «Royal Plaza» (пр. Победителей, 116 м) и комплексом «Титан» (пр. Дзержинского), разработкой которых в стране уполномочен заниматься исключительно институт БелНИИС.
Комплекс введён в эксплуатацию в 2015 году. Общая стоимость проекта оценивается в 54 млн. долл. США.